# Chásiv Yar
Chásiv Yar (en ucraniano: Часів Яр, romanizado: Chásiv Yar; en ruso: Часов Яр, romanizado: Chásov Yar) es una ciudad del óblast de Donetsk, hasta 2014 formaba parte del municipio (hromada) de Bajmut; aunque después quedó integrada en el raión de Bajmut, y también es el centro del municipio (hromada) de Chásiv Yar. 
Cómo el resto del  óblast de Donetsk fue parte integrante de Ucrania en el momento de su independencia tras la disolución de la Unión Soviética en 1991. Tras los acontecimientos de 2014 en el país y el cambio de gobierno ucraniano y la creación de la  República Popular de Donetsk (RPD) ha estado en disputa entre ambas entidades. Tras el reconocimiento de la RPD por Rusia en febrero de 2022 y la intervención rusa en el conflicto el 24 de febrero de ese año quedó en la zona disputada siento tomada por Rusia en agosto de 2025, quedando integrada en ese país al haberse realizado la  anexión de la RPD al mismo en septiembre de 2022. 
La población de Chásiv Yar era en 2021 de 12.557 habitantes.

## Toponimia
El nombre de la ciudad de Chásiv Yar proviene de las palabras Chas ("Час", primer nombre del terrateniente local) y Yar ("Яр", barranco), ya que aquí se encontró un depósito de arcillas refractarias (resistentes al fuego). 
Más tarde, el nombre del lugar fue tomado por la estación de ferrocarril y el pueblo contiguo, a partir del cual se desarrolló el asentamiento actual de Chásiv Yar.

## Geografía
Chásiv Yar está situada al norte del río Donets, 66 km al norte de Donetsk entre Bajmut y Kostiantynivka. La ciudad está 77 km por carretera y a 109 km de Donetsk por ferrocarril.
Desde julio de 2020 forma una comunidad territorial con los pueblos vecinos de Bohdanivka, Hryhorivka y Kalynivka, y Chasiv Yar es su centro administrativo.

## Historia
En el último cuarto del siglo XIX se establece alrededor de un yacimiento de arcillas refractarias un asentamiento de población para los trabajadores del mismo, aunque ya en 1859 se encontraba la población de Gruzke (Plescheeve). 
Junto al yacimiento se desarrolló una industria de material refractario, principalmente ladrillos, destinado a las fundiciones de la Sociedad Novorossiysk fundada por John Hughes en 1876 y así se fundó Chásiv Yar. A principios del siglo XX había hasta 20 minas para la extracción de arcillas refractarias y arenas de moldeo que suministraban materia prima ha una docena de fábricas de refractarios que destinaban su producción a plantas metalúrgicas de Rostov, Tsaritsyn, Petrogrado, etc. 
En 1900 en la estación de ferrocarril de Chasiv Yar se movieron 4,5 millones de libras de diversas cargas, principalmente productos refractarios y arcillas. En diciembre de 1917, tras la Revolución de Octubre, se implanta el poder soviético en el pueblo. Entre 1932 y 1933 en la ciudad mueren 387 personas como consecuencia la hambruna que arrasó la República Socialista Soviética de Ucrania conocida como Holodomor. Chasiv Yar recibió el estatus de asentamiento urbano en 1938.
Durante la Gran Guerra Patria, conocida en Occidente como Segunda Guerra Mundial, la ciudad es ocupada por las tropas alemanas el 21 de octubre de 1941, que no fueron capaces de poner en marcha su industria. El 5 de septiembre de 1943, durante la operación Dombás, la ciudad fue liberada por unidades de la 279.ª División de Fusileros del 32.º Cuerpo de Fusileros del Ejército Rojo.
Tras la guerra se reconstruye la ciudad y su industria. En 1957 la ciudad contaba con cuatro escuelas secundarias, dos escuelas de siete años, una escuela FZO, dos Palacio de la Cultura, 14 bibliotecas, cuatro clubes y dos estadios deportivos y su industria de arcillas refractarias y de producción de productos refractarios era la mayor de la URSS. Ese año se comienza la construcción de la planta Gidrozhelezobeton, que es necesaria para la construcción del canal Seversky Donets-Dombás y en 1959 la planta de productos refractarios se fusionó con la Administración Minera de Chasovoyarsk en una sola empresa: la planta refractaria de Chasovoyarsk. Más tarde en su sede se ubicaría un museo de historia local. En 1985 estaba en funcionamiento la planta de productos refractarios Gidrozhelezobeton, y la ciudad contaba con una panadería, una escuela vocacional, cinco escuelas secundarias, un hospital, un dispensario, un Palacio de la Cultura, ocho bibliotecas y cinco clubes. 
En mayo de 1995, el Gabinete de Ministros de Ucrania aprobó la decisión de privatizar la Planta de Materiales Refractarios Chasovoyarsky y el Departamento de Construcción e Instalación N.º 5. En el año 2018 la planta de Gidrozhelezobeton deja de producir y es desmantela.
En 2014, tras el Euromaidán y los gobiernos surgidos de él, acusados por algunos sectores de corte nacionalista e influencias neonazis, se desencadenaron protestas en las regiones más orientales y en el sur del país. En el óblast de Donetsk, se proclamó la República Popular de Donetsk (RPD) y dio comienzo la guerra del Dombás entre esa república autoproclamada y el poder central. Durante este conflicto, la ciudad de Chasiv Yar queda bajo jurisdicción de gobierno ucraniano y se estable en ella el 65º hospital móvil militar de las fuerzas armadas de Ucrania.
El 24 de febrero de 2022, Rusia, tras reconocer unos días antes a la RPD y firmar un acuerdo de defensa, interviene en el conflicto dando comienzo a la invasión rusa de Ucrania, denominada por Rusia como "operación militar especial de Rusia en Ucrania",  continuando con ella la guerra ruso-ucraniana. Después de que las tropas rusas avanzaran en dirección a Bajmut, Chásiv Yar también fue atacado. El 9 de julio de 2022 las fuerzas armadas rusas bombardearon con cohetes las instalaciones ferroviarias destruyendo la estación de tren y dañando parcialmente un edificio residencial. El 10 de julio, al menos diecinueve personas murieron en un bloque de apartamentos de cinco pisos impactado por cohetes Uragan, y once se salvaron.
The Moscow Times informó el 29 de enero, citando cinco fuentes militares europeas y ucranianas, que Chasiv Yar había quedado bajo control ruso y que las fuerzas ucranianas estaban siendo empujadas a las afueras de la ciudad. A principios de febrero, las tropas rusas controlaban el 90% de la ciudad. A finales de julio, las fuerzas rusas tomaron el control total de la ciudad quedando está muy dañada por los combates. La batalla por Chásiv Yar, que duró 16 meses, fue una de las de mayor duración de la guerra debido a las situación en altura, las fortificaciones de la plaza, la fuerte resistencia ucraniana y a la complejidad del combate urbano. La ciudad fue tomada por  la 98.ª División Aerotransportada de la Guardia y tuvo una importante relevancia táctica para Rusia ya que fue una entrada al territorio controlado por Ucrania en el óblast de Donetsk. La ciudad quedó muy dañada por los combates quedando prácticamente en ruinas.

## Demografía y sociedad
La evolución de la población entre 1923 y 2021 fue la siguiente:
| 789                                                           | 1064 | 24 213 | 23 330 | 23 848 | 21 825 | 19 804 | 16 612 | 14 360 | 13 999 | 13 721 | 13 302 | 12 250 |
| (Fuente: Cities & Towns of Ukraine y UKRAINE: Größere Städte) |      |        |        |        |        |        |        |        |        |        |        |        |

Según el censo de 2001, la  distribución lingüística de  los habitantes de Chásiv Yar es la siguiente, el 52,39%, tienen como lengua materna el ucraniano y el 46,62% el ruso. Las lenguas del resto de hablantes se dividen en armenio (0,16%), romaní (0,14%), bielorruso (0,10%), moldavo (0,06%), griego (0,01%), gagaúzo (0,01%), y alemán (0,01%).

## Economía
La base de la economía de Chásiv Yar era la extracción de arcillas refractarias y la elaboración de productos refractarios. En la época soviética, Chásiv Yar tenía una de las fábricas de materiales refractarios más grandes de la Unión Soviética, que extraía ricos depósitos de arcilla refractaria de alta calidad.

## Infraestructura

### Arquitectura, monumentos y lugares de interés
Uno de los elementos arquitectónicos más destacados de Chásiv Yar es la torre de agua Shujova, obra del destacado ingeniero Vladímir Shújov. Es la única que se mantiene en pie en el este de Ucrania. Se encuentra dentro de los terrenos de PJSC "Chasivoyarsky Refractory Combine". El 5 de noviembre de 2019 fue incluida en el listado de objetos de  ciencia y tecnología de categoría de importancia nacional.
La ciudad tiene un palacio de la cultura JSC cerca de la planta refractaria de Chasovyarsk. También hay un museo de historia local en la ciudad y una iglesia ortodoxa.
En las cercanías de Chásiv Yar hay una colina escita, en su cumbre se ubica una torre de triangulación con un punto geodésico principal de la zona. Destaca también la reserva botánica Radkod ubya, fundada en 1972 y tiene más de un centenar de robles, con una edad de entre 200 y 400 años.

### Transporte
Estación ferroviaria del ferrocarril de Donetsk. Por el municipio pasa las carreteras T0504 y O0506.

## Cultura
La ciudad de Chásiv Yar cuenta con 5 escuelas (3.000 estudiantes, 220 profesores), 5 jardines de infancia, un hospital (35 médicos, 380 trabajadores sanitarios), escuelas de formación profesional.
La ciudad tiene una sucursal de la biblioteca No. 1 de la Biblioteca Central de Bajmut, cuyos fondos incluyen más de 50000 publicaciones y conexión a internet. En la zona informática de la biblioteca, cualquier lector puede utilizar los recursos de la red mundial de forma gratuita. Hasta 2013 el comité sindical de PJSC CHOK disponía de una biblioteca, tras el  cierre de la fábrica la biblioteca cerro y el bibliotecario fue trasladado a la escuela número 15.
Destaca el Día del Metalúrgico, que se celebra el 17 de julio. Este día, aunque no es un día de fiesta oficial, se realiza una programación de conciertos y juegos pirotécnicos en el Estadio Central. El origen de esta celebración es debido a la tradición de la producción de materiales refractarios a las empresas metalúrgicas de Ucrania y, anteriormente, la URSS. La fiesta fue suspendida cuando la empresa Chasovoyar cerró en 2013.